# Młynarska Wola
Młynarska Wola (niem. Herrndorf) – wieś w Polsce położona w województwie warmińsko-mazurskim, w powiecie elbląskim, w gminie Młynary.
Wieś lokowana w XIV w. Zachowały się ruiny gotyckiego kościoła z ok. 1300 r., przebudowanego w wieku XVI.
Pierwszy kościół w Młynarskiej Woli pod wezwaniem św. Tomasza wzniesiono ok. 1330 r. Zniszczony na przełomie XV–XVI w., odbudowany w 1593 r. Nawa główna kościoła o rozmiarach 31 na 15 m. Kościół nieco rozbudowano w 1709 r., a wcześniej w 1705 r. wzniesiono drewnianą wieżę. Wieżę tę odrestaurowano w 1823 r. (na chorągiewce wiatrowej znajdował się herb Dohnów ze Słobit). Dzwony i zegar z wieży przeniesiono po II wojnie światowej do kościoła w Młynarach, natomiast barokowy ołtarz do Olsztyna. Wspomniani Dohnowie ze Słobit m.in. ufundowali wyposażenie barokowe kościoła w XVIII w. Ostatnim pastorem ewangelickim parafii Słobity–Młynarska Wola (1928–1945) był Johann Neumann, po wojnie pastor w Ilmenau-Rhoda (Turyngia). Po 1945 r. kościół przez jakiś czas służył za spichlerz Armii Czerwonej. Później został przejęty przez prawosławnych. Przez kilka lat nabożeństwa celebrował tam ks. Naumow z Gdańska. Z czasem kościół uległ zniszczeniu.
W latach 60. i 70. w kościele mieścił się magazyn GS, w którym prawdopodobnie składowano m.in. nawozy sztuczne. Jeszcze ok. 1990 r. istniał dach.
W latach 1975–1998 miejscowość administracyjnie należała do województwa elbląskiego.